# Comté d'Audrain
Pour les articles homonymes, voir Audrain.
Le comté d'Audrain (en anglais : Audrain County) est un comté des États-Unis, situé dans l'État du Missouri. Son siège se trouve à Mexico.